# Галасник руандійський
Галасник руандійський (Crinifer zonurus) — вид птахів родини туракових (Musophagidae).

## Поширення
Цей птах живе в Східній Африці від Чаду до Еритреї на півночі і Танзанії на півдні. Мешкає у саванах.

## Опис
Великий птах, тіло разом з хвостом сягає до 50 см завдовжки. Вага 392—737 г. Оперення коричневе із сріблястими смужками. Черево біле з темно-коричневими смужками. На нижній стороні крил є поперечна біла смуга. На голові є чубчик. Дзьоб жовтого кольору.

## Спосіб життя
Трапляється невеликими сімейними зграями до 10 птахів. Він проводить більшу частину свого часу серед гілок дерев, хоча може регулярно спускатися на землю, щоб полювати на комах або попити. Живиться плодами, квітами, насінням, рідше комахами. Сезон розмноження збігається з сезоном дощів. Гніздо будує серед гілок високого дерева. У кладці 2—3 яйця. Інкубація триває 28 днів. Насиджують обидва батьки.